# アローマンシュ (空母)
アローマンシュ（Porte Avions Arromanches, R95） は、フランス海軍の航空母艦で同型艦はない。元はイギリス海軍のコロッサス級の1番艦コロッサス（HMS Colossus, R15）である。

## 概要
1944年に竣工した「コロッサス」は1945年から1946年までイギリス太平洋艦隊に所属しイギリス太平洋艦隊に置いて航空機の輸送及び船団護衛任務に就いていたが第二次世界大戦中に正規空母インプラカブル級航空母艦が続々と就役する流れで軽空母の価値が低下した。その頃に1946年8月からフランスへ5年間の期限付きで貸与されたのが本艦である。艦名は第二次世界大戦時、ノルマンディー上陸作戦での地名に因んで「アローマンシュ」と改名された。
小型ではあったが使い勝手のよい本艦は1951年に約150万ポンドでフランスが正式に購入して1974年まで使用された。なお、本艦はフランス海軍時代に第二次世界大戦後の歴史において軍艦を撃破した初の航空母艦となった。

## 艦形

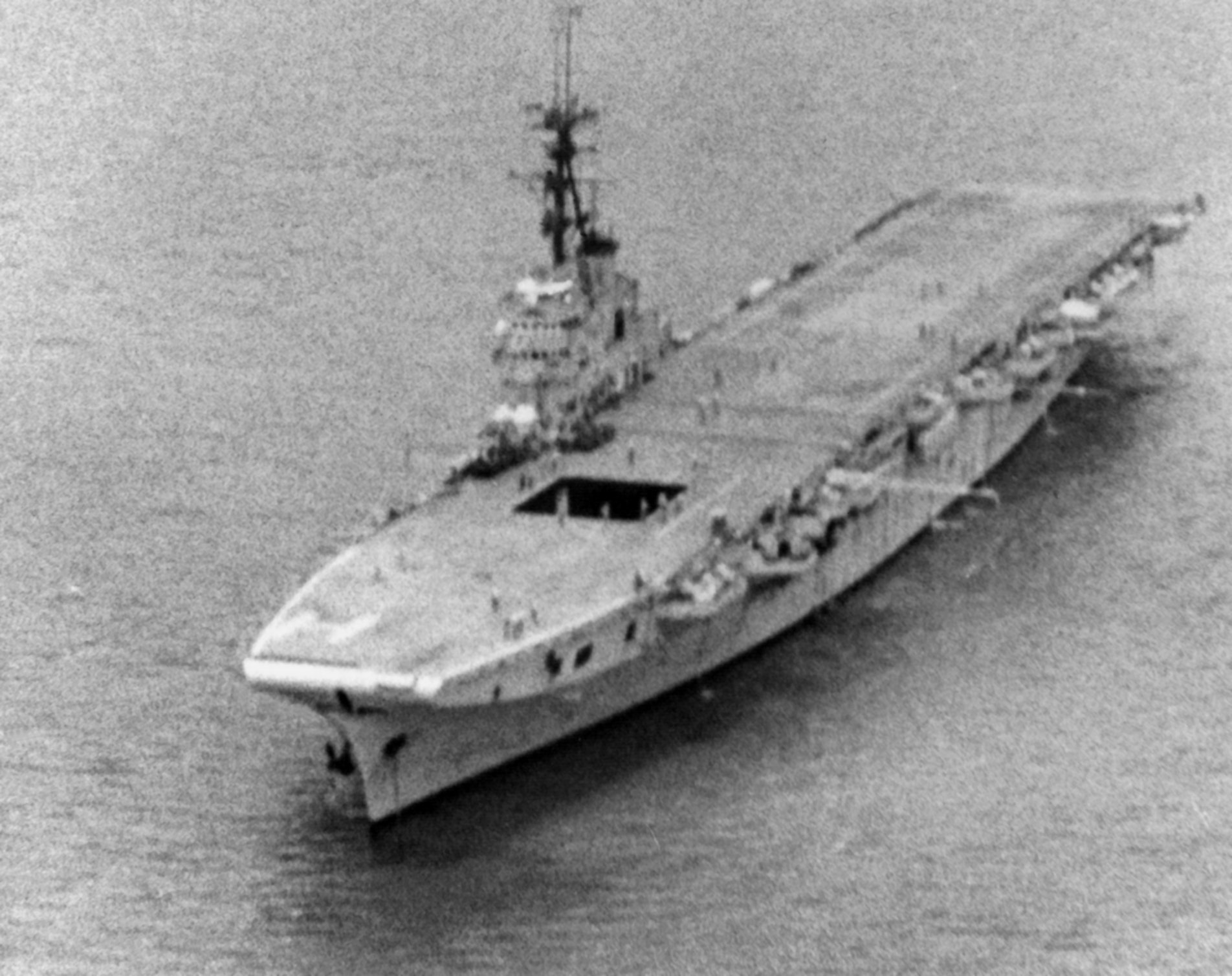
1954年に撮られた「アローマンシュ」。

イギリス海軍の空母で大戦期に設計された本艦はイラストリアス級航空母艦の後継艦となり、エンクローズド・バウと大型のアイランドとオーバーハングした艦尾形状を持っていた。この時期のイギリス空母は全長を抑えた船体に幅広の飛行甲板が特徴であったが、コロッサス級においては全長を伸ばして細長い船体形状を採用し、船体はロイド船級協会の規格に沿った設計が採られた。耐用年数を切り下げる代わりに戦時において最も重要な"早期建造"を目的として商船型規格を採用する事で建造期間を短縮する目的であった。
航空艤装面においても既存艦と異なった。本級の設計時にはイギリス海軍は艦載機を半数をアメリカからの輸入で賄っており、最終的に艦載機の64%がアメリカ製であった。このため本艦を含むコロッサス級の格納庫およびエレベーターはアメリカ製の艦載機を搭載可能とするためにアメリカ軍の規格で設計された。このため格納庫の高さはイラストリアスの4.9m、インドミタブルの4.3mに対して本級は5.3ｍに拡大した。
船体構造は水面から乾舷までの高さが低い重厚な設計であった。水面から傾斜した艦首から航空機格納庫がせりあがるエンクローズド・バウと呼ばれる形状を受け継いでいた飛行甲板の前後には四角形のエレベーターが前後に1基ずつの計2基が配置された。飛行甲板右舷部には艦橋構造煙突が一体化し、そのあいだに三脚型の主マストが立つ。武装は飛行甲板を阻害しないように配置され、主武装の4cmポンポン砲は八連装砲架で艦橋の手前に1基と煙突の背後に1基ずつ、エレベーターの側面の舷側に砲座を設けて片舷2基ずつの計6基が配置されていた。エリコン 2cm（76口径）機関砲は船体側面に張り出し（スポンソン）を設けて19丁を装備していた。アイランドの背後に艦載機の揚収のためにクレーン1基が付く。艦載艇は格納庫の下に収容スペースを片舷3か所ずつ設けて搭載され、小型のボートはアイランドの下に吊り下げられた。就役後に2cm単装機銃はボフォーズ 4cm（56口径）機関砲が単装砲架で19基に換装された。

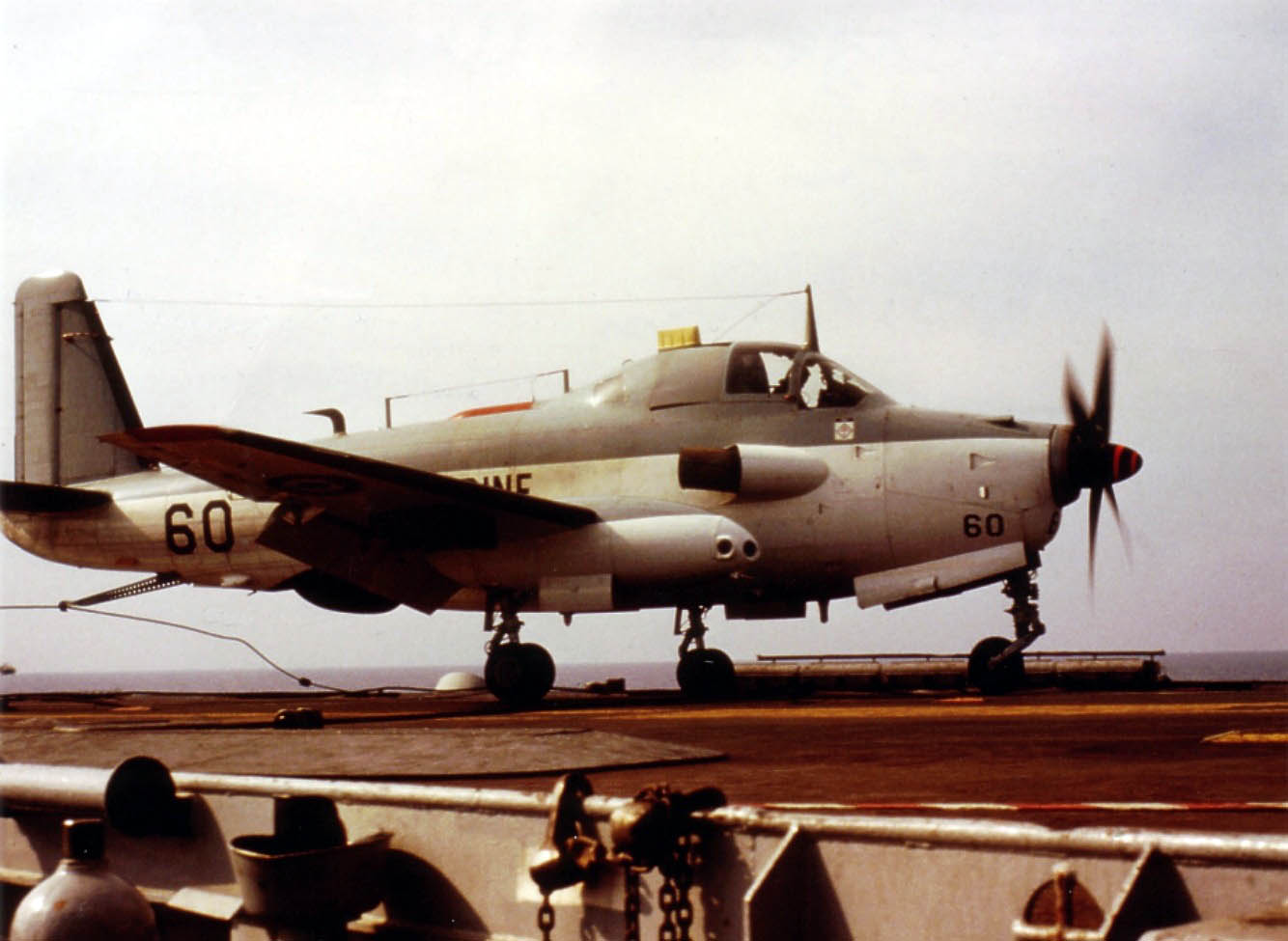
本艦で運用されるブレゲー・アリゼ

1958年の改装で飛行甲板には左舷全部に張り出しを設ける形で中心線から角度4度のアングルド・デッキが設けられて艦首甲板は発艦スペースとなり、この改装で全幅は約39mとなった。エレベーターやカタパルトはフランス海軍に採用されたブレゲー・アリゼを運用可能とするために強化され、この重量増加に対応すべく対空火器はすべてが撤去された。またレーダーはDBRV 22A型レーダーに更新されてマストが強化された。

### 搭載機
搭載機変遷
1945年　2月　計42機　F4Uコルセア 24機+バラクーダ 18機
1946年　8月　計37機　シーファイア 37機
1949年　?月　計24機　シーファイア 12機+SBDドーントレス 12機
1953年　?月　計24機　F6Fヘルキャット 12機+SB2Cヘルダイバー 12機
1956年　?月　計24機　F4Uコルセア 16機+TBMアベンジャー 8機
1962年　?月　計24機　シコルスキー S-58 24機

## 機関
機関はこの時期のイギリス海軍艦艇で広く採用されたアドミラリティ式重油専焼三胴缶（余熱機なし）4基とパーソンズ式ギヤードタービン2基で最大出力42,000馬力で速力25.5ノットを発揮した。25ノット台の速力は艦隊における空母の使用実績に基づいて定められたもので、「これ以上の速力が必要なケースは少ない」という判断によって決定された物であった。
速力こそ高くはないが、イギリス空母として初の試みとして被害時の生存性を高めるために機関のシフト配置を採用した。これはフランス海軍やアメリカ海軍で広く採用されていた。機関室は横隔壁で三つに分けられ、前後の機関室にボイラー2基とタービン1基ずつを1セットとして前後2セットを配置し、前部機関室の左側にボイラー2基、右側に右舷軸を推進すタービン1基を配置し、後部機関室はその逆であった。中央部に補機室やガソリンタンクが設けられて一方が被害を受けても被害を極限できる考えであった。

## 艦歴

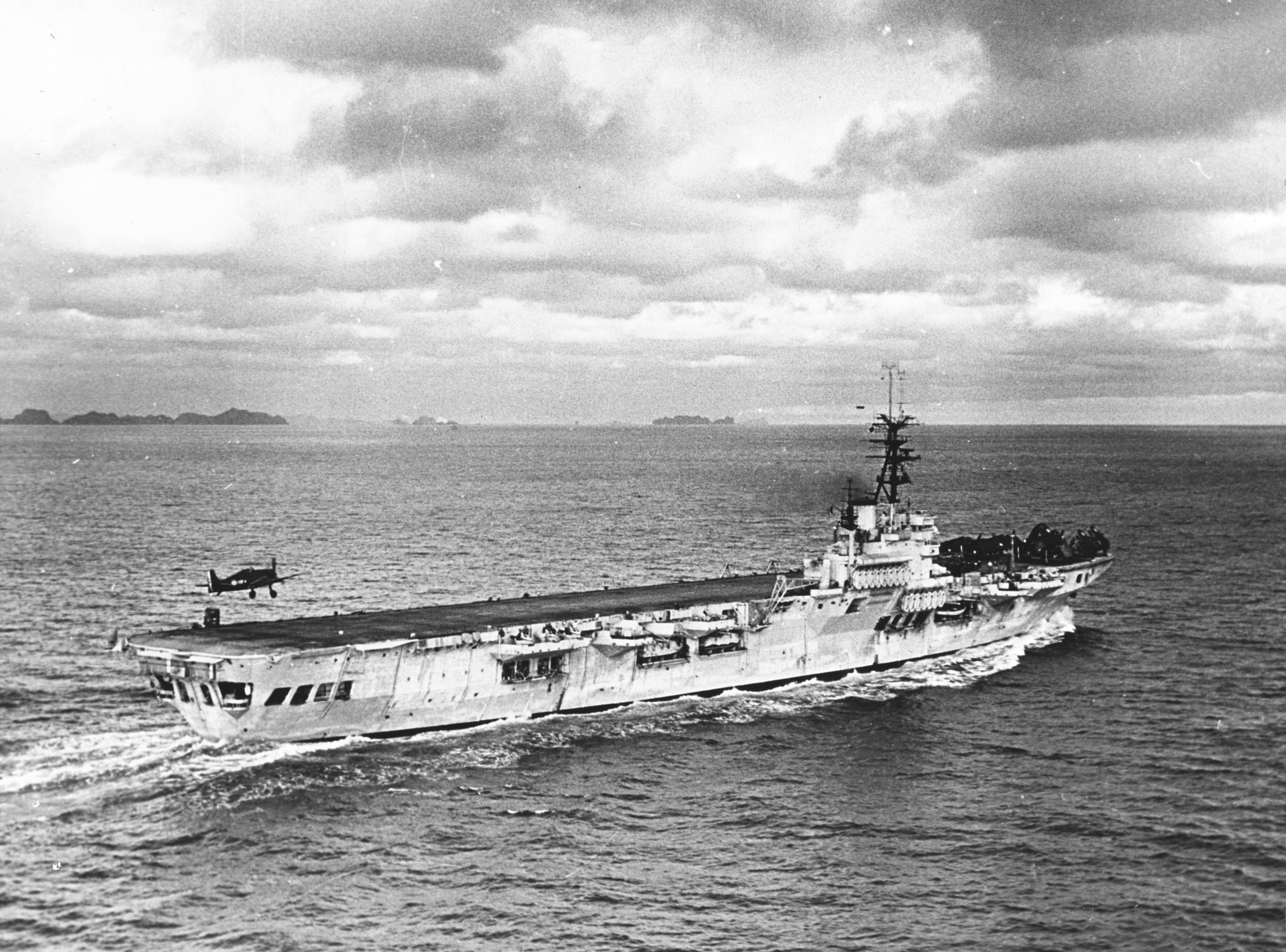
1953年に撮られた本艦。

アローマンシュは1946年8月にカサブランカに到着してフランス海軍で就役した。1947年10月から1948年3月にかけてトゥーロンのドックで整備された。その後に第一次インドシナ戦争に3ヶ月参加して1949年2月にトゥーロンに戻り、1951年にフランスに売却された。その後、1953年に再びベトナムへ派遣され、ディエンビエンフーの戦いに参加、トンキン湾上から近接航空支援に従事し、その後の1954年に「ボア・ベロー」と交代してフランスへ帰還した。
1956年より地中海艦隊に所属した本艦は第二次中東戦争に参戦して僚艦「ラファイエット」と共にF4Uでアレクサンドリアを中心にカイロを空襲してエジプト海軍の駆逐艦2隻を撃破した。
1957年から1958年にかけて改修されアングルド・デッキ化されて乗員育成任務に就いた。1959年に再びインド洋に派遣された。
1960年代初頭にはクレマンソー級の就役により第一線を退き、練習空母となった。1968年から1969年にかけて24機の対潜ヘリコプターを搭載する対潜ヘリ空母（対潜空母）兼練習艦に改修された。
1974年1月22日に除籍され、1978年にトゥーロンで解体された。